# H.P. Clausen
Hans Peter Clausen (født 31. januar 1928 i Borg, død 21. april 1998) var en dansk historiker og minister.
H.P. Clausen blev født i Borg i Sønderjylland, hvor han voksede op i et lærerhjem. I 1946 blev han student fra Sønderborg Statsskole, hvorefter han studerede historie og dansk ved Københavns Universitet. I 1955 kom han som cand.mag. til Aarhus Universitet, hvor han blev ansat som videnskabelig assistent og senere adjunkt ved det daværende Institut for Nyere Historie. 1964 blev han amanuensis og lektor ved relativt nye Institut for Statskundskab, hvor han 1969 blev professor. 1969–1975 var han formand for Dansk Selskab for Statskundskab.
I perioden 1980 til 1984 var Clausen formand for regeringens Mediekommision, hvorefter han ikke vendte tilbage til sit professorat i statskundskab, men blev overbibliotekar ved Statsbiblioteket. 12. marts 1986 blev han kulturminister, selvom han ikke før da havde været politisk aktiv. Ved det efterfølgende folketingsvalg i 1987 stillede han op for De Konservative og blev indvalgt i Folketinget. 3. juni 1988 blev han trafikminister, og 10. januar 1989 justitsminister ved Erik Ninn-Hansens afgang.
Som justitsminister skal han have godkendt et møde mellem Politiets Efterretningstjeneste og den palæstinensiske organisation Force 17.
Allerede 5. oktober 1989 blev han som justitsminister afløst af Hans Engell. To dage inden var Clausen blevet formand for Folketinget, en post, han havde indtil 15. januar 1993, hvor han trak sig pga. Tamilsagen. I 1997 trak han sig fra Folketinget og blev dansk generalkonsul i Flensborg. Han er den eneste formand for Folketinget, der ikke ønskede sit portræt hængende i Folketinget.
Som historiker beskæftigede Clausen sig primært med det metodiske aspekt og Sønderjyllands historie i første halvdel af 1800-tallet. Den metodiske lærebog Hvad er historie? fra 1963 må i dag betragtes som en klassiker, hvor der argumenteredes for det funktionelle kildebegreb. Clausen var også sammen med nordmanden Ottar Dahl initiativtager til nordiske metodekonferencer, der blev afholdt fra 1965.
Sønderjyllands historie behandlede han i en dobbeltartikel om sprogforholdene på Als 1812–1848 i Sønderjyske Årbøger 1965–1966 og i bogen Augustenborgerne fra 1980, der blev skrevet sammen med Jørgen Paulsen (1909–2001). I artiklerne om sprogforholdene blev det demonstreret, at forholdet mellem dansk og tysk i perioden ikke var så problematisk, som tidligere forskere havde hævdet.

## Henvisning
1. ↑  Bent Blüdnikow (2009). Bombeterror i København. Gyldendal.